# (8347) Lallaward
(8347) Lallaward – planetoida z pasa głównego asteroid okrążająca Słońce w ciągu 4,09 lat w średniej odległości 2,56 au. Została odkryta 21 kwietnia 1987 roku. Planetoida nazwana została na cześć brytyjskiej aktorki Lalli Ward, zaś przed nadaniem nazwy nosiła oznaczenie tymczasowe (8347) 1987 HK.